# Institut de Professors Artigas
L'Institut de Professors Artigas (castellà: Instituto de Profesores Artigas) és un institut de nivell terciari, destinat a la formació de docents d'educació secundària.
Abans de la creació de l'IPA, entre 1944 i 1945, no hi havia cap institució encarregada de formar als docents, fet pel qual la majoria dels professors eren diplomats sense coneixement pedagògic de la Universitat de la República.
L'IPA va ser creat per Llei del 2 de juliol de 1949 i començà a funcionar dos anys després —el 1951— dirigit per Antonio Grompone. Imitant la bona escola francesa de l'École supérieure de París l'IPA va buscar formar un model d'home basat en l'excel·lència i l'avantguarda tant a nivell teòric com pràctic. Va buscar formar un professional tant en l'àmbit de la teoria de cada disciplina com en la pràctica educativa.